# Een blandt mange
Een blandt mange er en dansk film fra 1961, skrevet og instrueret af Astrid Henning-Jensen.

## Medvirkende
- Ole Wegener
- Erno Müller
- Elsa Kourani
- Hannah Bjarnhof
- Arthur Jensen
- Bjarne Forchhammer
- Søren Weiss
- Ego Brønnum-Jacobsen
- Lili Lani
- Paul Hagen
- Poul Müller
- Ole Wisborg
- Eigil Reimers
- Pouel Kern
- Jørgen Weel
- Holger Vistisen
- Morten Grunwald